# Chiesa di San Leonardo (Villanova Monteleone)
La chiesa di San Leonardo è un edificio religioso situato a Villanova Monteleone, centro abitato della Sardegna nord-occidentale. Consacrata al culto cattolico è sede dell'omonima parrocchia e fa parte della diocesi di Alghero-Bosa.
Edificata in forme durante il XVI secolo, venne pesantemente modificata in una ristrutturazione eseguita nel Settecento. Sull'aula, mononavata, oltre al presbiterio si affacciano sei cappelle laterali; qui sono presenti alcuni altari lignei e marmi policromi. La chiesa conserva al proprio interno una pregevole pala d'altare, recentemente restaurata.

## Galleria d'immagini

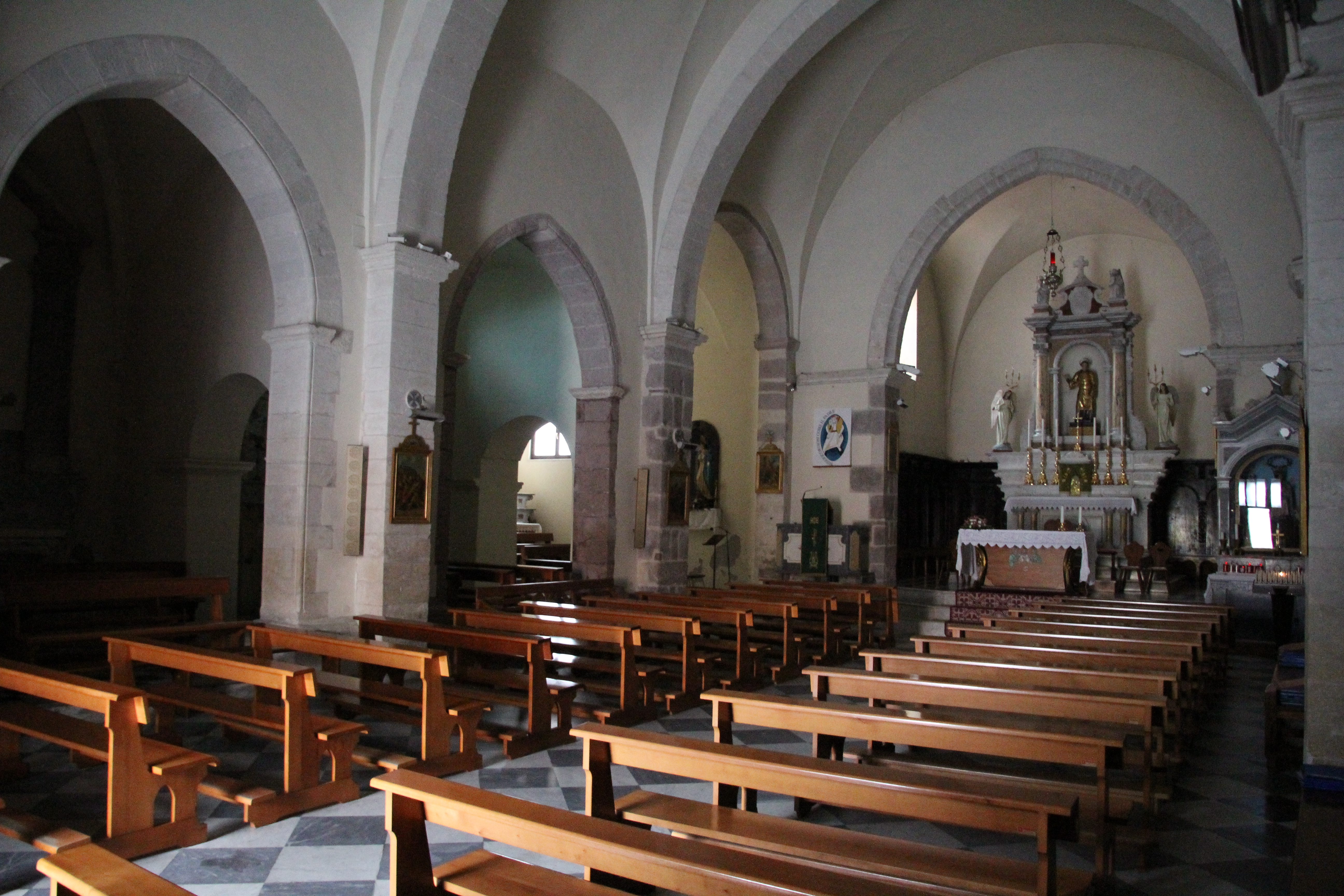
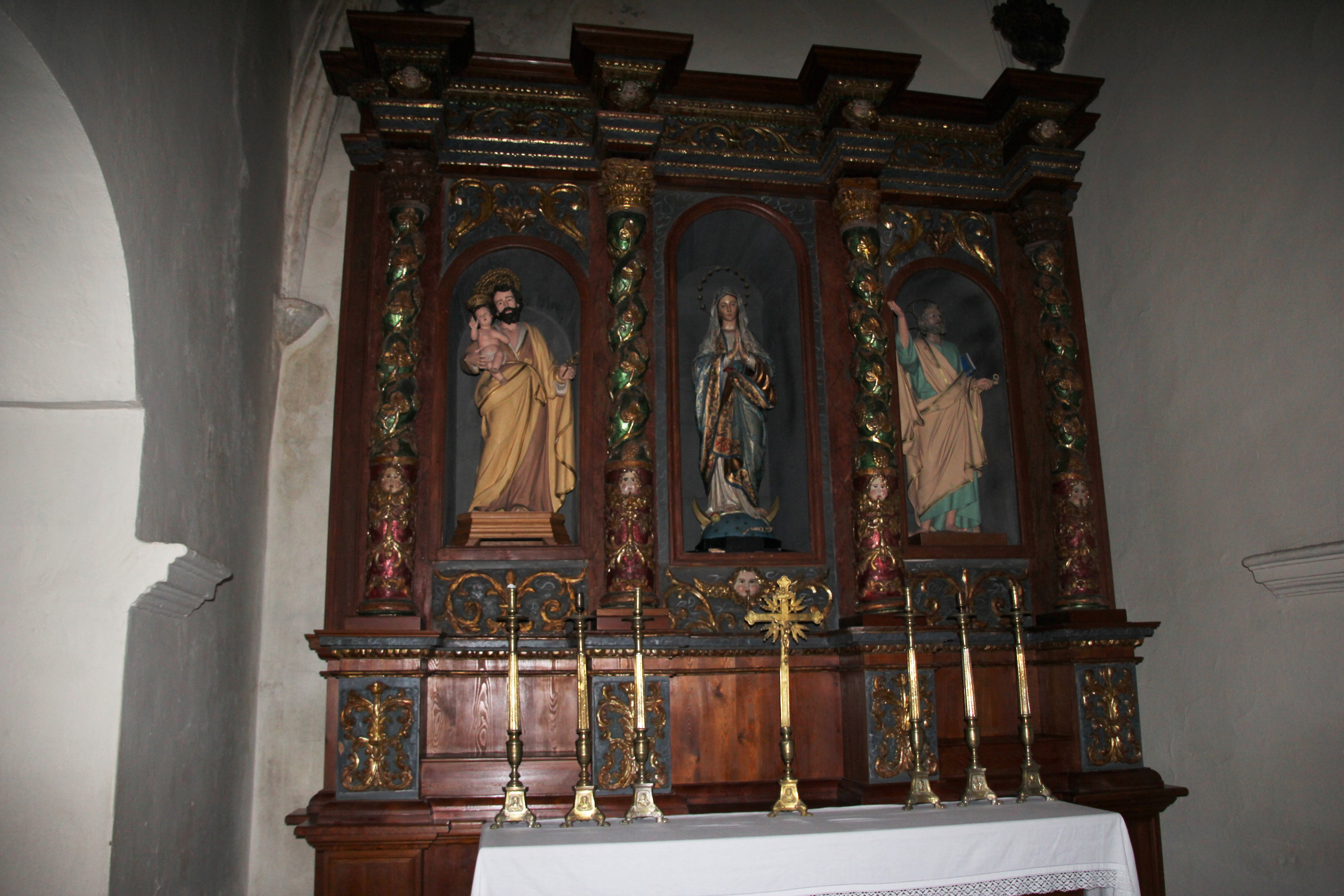
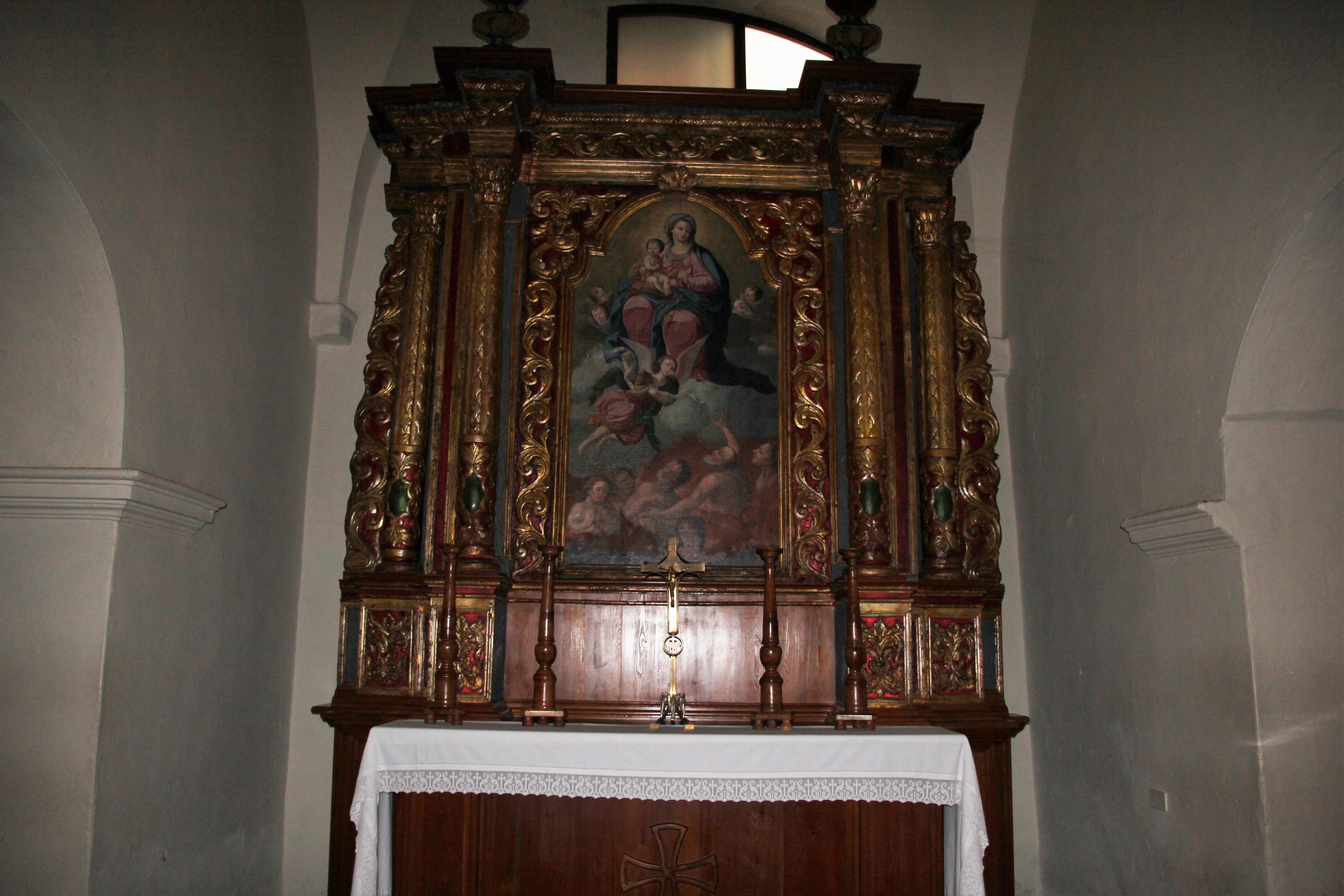
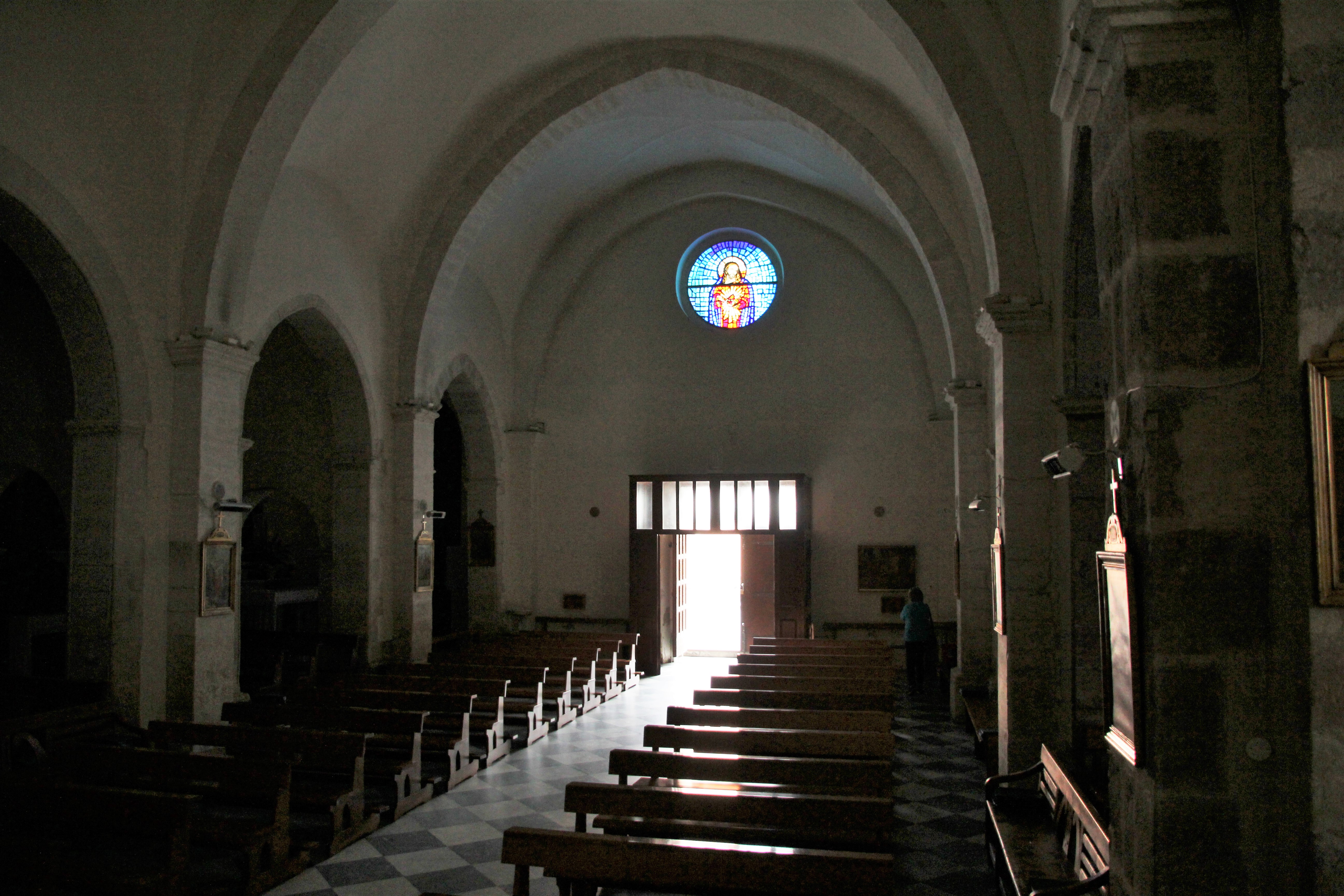

- Facciata della chiesa di San Leonardo a Villanova Monteleone dopo il recente restauro.